# Miroslav Boiadjiev
Miroslav Boiadjiev, né le 18 juillet 1979 à Sofia, est un patineur de vitesse sur piste courte bulgare.

## Biographie
Il participe aux épreuves de patinage de vitesse sur piste courte aux Jeux olympiques de 2002.